# Henry Darger
Henry Joseph Darger, född 12 april 1892 i Chicago, död där 13 april 1973, var en amerikansk självlärd författare och konstnär. Han levde mycket tillbakadraget och hans författar- och konstnärskap blev känt endast kort innan han dog. Han har därefter blivit erkänd som en av de stora outsider- eller särlingskonstnärerna i USA.

## Biografi
Det som är känt om Henry Darger är till stor del hämtat från den självbiografi han skrev på 1960-talet. Hans grannar och hyresvärd har också berättat om honom, även om ingen av dem hade någon närmare kontakt med honom.
Henry Darger bodde, med ett par korta avbrott, hela sitt liv i Chicago. Hans far var skräddare. När Henry var fyra år dog hans mor i barnsäng. Barnet, en flicka, blev bortadopterat och Henry hade aldrig någon kontakt med henne. När Henry var åtta år gammal kunde fadern, som var rörelsehindrad, inte längre ta hand om honom utan han placerades på ett barnhem. På hemmet och i skolan mobbades han av andra elever som ansåg honom avvikande. Tolv år gammal flyttades han till ett hem för förståndshandikappade i staden Lincoln i Illinois, oklart varför. Det fanns inget egentligt som tydde på bristande förstånd; fadern ansåg honom tvärtom vara ovanligt intelligent. Han hade lärt Henry att läsa redan före skolåldern. Mobbningen fortsatte på det nya hemmet.
När Henry var sjutton år gammal dog fadern. Henry gjorde ett par misslyckade försök att ta sig från institutionen. Tredje försöket lyckades och han kunde ta sig till Chicago där han skulle bo resten av sitt liv. År 1917 blev han inkallad till militärtjänst i Texas men blev efter kort tid frikallad på grund av dålig syn. Han arbetade på olika sjukhus i staden med enklare göromål som diskare, städare och portvakt. Resten av livet förflöt sedan till synes odramatiskt. Han fortsatte att arbeta tills han var över sjuttio år gammal. I fyrtio år bodde han i en enkel hyreslägenhet på fjärde våningen. När han åttio år gammal inte längre orkade att ta sig upp för trapporna, ordnade hans hyresvärd ett boende för honom på ett vårdhem. Han avled där, 81 år gammal.
Henry Dargers sociala liv var mycket begränsat. Trots mobbningen i skolan hade han ett par goda vänner där. Som vuxen hade han bara en vän, William Schloeder, en ogift man som bodde med sina systrar och sin mor. Darger besökte dem ofta och sedan Schloeder flyttat till Texas brevväxlade de istället.
Darger var katolik och gick dagligen i mässan, ofta flera gånger samma dag. Han växlade inte många ord med sina grannar, men de kunde höra honom prata med sig själv i lägenheten.

## Författare och konstnär
När Darger lämnat sin lägenhet och flyttat till vårdhemmet, gick hyresvärden och en granne in i lägenheten. De upptäckte då många hundra teckningar och målningar i stort format, de största mer än tre meter breda. De fann också ett 15 000 sidor långt maskinskrivet manuskript till en fantasyroman, The Story of the Vivian Girls, in What Is Known as the Realms of the Unreal, of the Glandeco-Angelinian War Storm, Caused by the Child Slave Rebellion (oftast kallad In the Realms of the Unreal) och fortsättningen, Further Adventures of the Vivian Girls in Chicago, 8 500 handskrivna sidor. Bilderna utgör illustrationer till romanerna. Därutöver fanns en självbiografi, The History of My Life, liksom en hel del annat material.
Henry Darger började skriva In the Realms of the Unreal när han var i tjugoårsåldern och fortsatte troligen ända till sextioårsåldern. Berättelsen utspelas i en fantasivärld. Barn som tagits som slavar gör uppror mot den onde general John Manley och hans arméer. Goda kristna står mot ondskans makter. I romanen och bilderna skildras fasansfulla grymheter, barn som torteras och lemlästas, men också skönhet och idyll. Barnen leds av de sju systrarna Vivian som överlever genom hela historien, samtidigt som miljoner andra barn och vuxna dödas i kriget. 
I berättelserna kan man finna referenser till böcker som Darger måste ha läst: Kristens resa, Trollkarlen från Oz, Bibeln och andra böcker. Darger skriver in både människor han känt och sig själv i berättelsen. När författaren Darger vid ett tillfälle förgäves bett till Gud om hjälp, låter han general Darger byta sida från de goda till de onda. Efter en tid försonas författaren med sin gud och generalen återvänder till den goda sidan.
Romanen som helhet är inte publicerad, men man kan läsa utdrag ur den väldiga berättelsen i flera av John MacGregors böcker, exempelvis Henry Darger: In the Realms of the Unreal och Henry J. Darger: dans les royaumes de l'irréel.
Bilderna kom till senare, kanske med början på 1930-talet. I bilderna visas ofta barnen helt eller delvis utan kläder. De är med få undantag flickor, men flickor med penis. Det finns många vuxna män, soldater och andra, liksom blommor, fjärilar, drakar och andra varelser, men inga kvinnor. Darger har använt olika tekniker: teckning, akvarell, kollage m.m. Som förlagor har han haft bilder ur tidningar, tidskrifter och postorderkataloger. Samma bild kan återkomma många gånger.

### Tolkningar
När Dargers hyresvärd och hans granne kontaktade honom på vårdhemmet, ville han överhuvudtaget inte kommentera texterna och bilderna. Värden kunde göra som han ville med dem. Det har lämnat fältet öppet för tolkningar och man har sökt i Dargers uppväxt och biografi för att finna förklaringar. Man har pekat på moderns död när Henry var fyra år, mobbning från jämnåriga och bestraffning från vuxna. Av hans självbiografi framgår att han ville se sig själv som en beskyddare av barn. Han sökte utan framgång hjälp av kyrkan att få adoptera ett barn. Tillsammans med sin vän William Schloeder ville han bilda ett sällskap för stöd åt utsatta barn.
Konsthistorikern och psykoanalytikern John M. MacGregor har ägnat ett omfattande arbete åt Darger. Hans bok Henry Darger: In the Realms of the Unreal har fått stort inflytande på hur Darger kommit att uppfattas, även om MacGregor också har blivit kritiserad. MacGregor är övertygad om att Darger blev utsatt för någon form av sexuellt övergrepp i sin barndom. Bilderna och berättelserna blev ett sätt att bearbeta trauman. MacGregor går så långt att han säger att Darger hade en seriemördares psyke och att han var sadist och pedofil, även om han inte påstår att Darger levde ut sin läggning i verkligheten.
Bill Swislow menar i sin i huvudsak positiva recension av MacGregors bok att författaren dragit alltför långtgående slutsatser om Dargers inre värld. MacGregor vill få sin psykoanalytiska syn bekräftad och bortser därför från andra möjliga tolkningar.

## Postum berömmelse och inflytande
Henry Dargers kvarlåtenskap kom att förvaltas av hyresvärden Nathan Lerner och dennes hustru Kiyoko Lerner. Paret gav offentlighet åt Dargers verk på olika sätt och hans berömmelse växte i USA liksom i andra länder.
- Författaren John Ashbery gav 1999 ut långdikten Girls on the run[12] (i svensk översättning 2002[13])
- Jessica Yu gjorde 2004 den flerfaldigt prisbelönta[14] dokumentärfilmen In the Realms of the Unreal.
- Dargers verk har inspirerat serieskapare och musiker.
- 2014 såldes ett verk av Darger på auktion för $745 076[15]

I Sverige
- I Sverige presenterades Henry Darger på utställningen Särlingar på Malmö konsthall 1991
- Magasin III i Stockholm ställde ut tjugofem verk 2003.[16]
- Författarna Leif Holmstrand och Jonas Örtemark gav 2011 ut boken Darger reviderad där man med olika metoder försöker gestalta Dargers värld.[17]
- Med premiär 9 december 2022 sätter Göteborgs stadsteater upp föreställningen The Vivian Girls, en fri dramatisering av Dargers In the Realms of the Unreal.[18]